# هاياتو تاني
هاياتو تاني (باليابانية: 谷 隼人) مواليد 9 سبتمبر 1946 في كيريشيما، اليابان، هو ممثل ياباني. اشتهر بتقديم برنامج المسابقات الياباني «قلعة تاكيشي» (المعروف باسم «الحصن» في الدول العربية).

## السيرة الذاتية
ولد في مدينة كيريشيما بمحافظة كاغوشيما في اليابان ونشأ في ساسيبو، ناغاساكي. تزوج زوجته الأولى في عام 1971 وتزوج زوجته الثانية، كيكو ماتسوكا وهي ممثلة يابانية في عام 1981، بعد أن ظهرا معا في العديد من البرامج التلفزيونية.

## وصلات خارجية
- هاياتو تاني على موقع IMDb (الإنجليزية)
- هاياتو تاني على موقع قاعدة بيانات الفيلم (الإنجليزية)
- هاياتو تاني على موقع كينوبويسك (الروسية)